# Marla Sokoloff

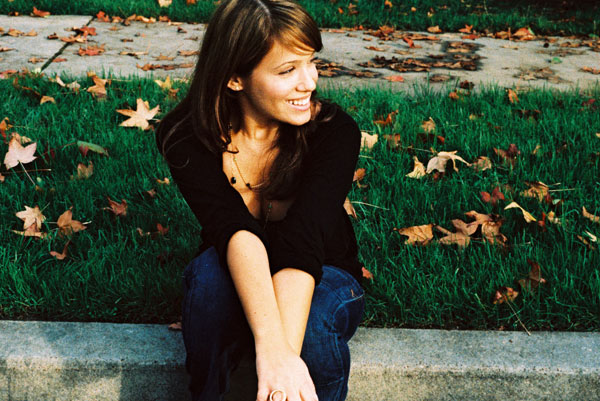
Marla Sokoloff

Marla Lynne Sokoloff (* 19. Dezember 1980 in San Francisco, Kalifornien) ist eine US-amerikanische Schauspielerin und Musikerin.

## Leben und Karriere
Sokoloff hatte 1993 ihren ersten Fernsehauftritt im Alter von zwölf Jahren in der Serie Full House. In Los Angeles besuchte sie ab 1994 die Highschool of the Arts, wo sie Theater und Musik studierte.
Zu sehen war Sokoloff unter anderem in mehreren Folgen von Desperate Housewives, einer Folge Friends, einer Folge Hör mal, wer da hämmert und Burn Notice. In den Jahren von 1999 bis 2003 gehörte sie zur Stammbesetzung von The Practice. Des Weiteren spielte sie in mehreren Filmen mit, unter anderen in Sugar & Spice, Ey Mann, wo is’ mein Auto? und Love on the Side (2004). Im Jahr 2009 hatte sie eine Sprechrolle im Film Bionicle – die Legende erwacht.
2016 bis 2020 war sie von der zweiten bis zur fünften Staffel in dem Sequel von Full House, Fuller House, zu sehen.
Sokoloff ist auch als Musikerin aktiv: Im Frühjahr 2006 erschien ihr Debütalbum Grateful, für das sie die Songs selbst schrieb.
Seit 2004 ist Sokoloff mit dem Komponisten und Schlagzeuger der Band Deadsy Alec Puro liiert, den sie am 8. November 2009 heiratete. Im Februar 2022 kam ihre dritte Tochter zur Welt.

## Filmografie (Auswahl)
- 1993: Liebling, hältst Du mal die Axt? (So I Married an Axe Murderer)
- 1993: Das Leben und Ich (Boy Meets World, Fernsehserie, 1 Folge)
- 1993–1995: Full House (Fernsehserie, 8 Folgen)
- 1995: Annabelles größter Wunsch (Freaky Friday)
- 1995: Angriff der Schnullerbrigade (The Baby-Sitters Club)
- 1995: Hör mal, wer da hämmert (Home Improvement, Fernsehserie, 1 Folge)
- 1995–1996: Party of Five (Fernsehserie, 7 Folgen)
- 1996: Hinterm Mond gleich links (3rd Rock from the Sun, Fernsehserie, 1 Folge)
- 1996: Deception – Tödliche Täuschung (True Crime)
- 1997: Over the Top (Fernsehserie, 11 Folgen)
- 1998–2004: Practice – Die Anwälte (The Practice, Fernsehserie, 113 Folgen)
- 1998: Dannys Mutprobe (The Climb)
- 2000: Hoffnungslos verliebt (Whatever It Takes)
- 2000: Ey Mann, wo is’ mein Auto? (Dude, Where's My Car?)
- 2001: Friends (Fernsehserie, 1 Folge)
- 2001: Sugar & Spice
- 2004: Love on the Side
- 2004–2005: Desperate Housewives (Fernsehserie, 3 Folgen)
- 2005: Wir sehen uns bei Vollmond (Christmas in Boston)
- 2006–2007: Big Day (Fernsehserie, 12 Folgen)
- 2009: Play the Game
- 2009: Meteoriten – Apokalypse aus dem All (Meteor, Fernsehzweiteiler)
- 2009: Burn Notice (Fernsehserie, 1 Folge)
- 2009: Flower Girl (Fernsehfilm)
- 2010: Gift of the Magi (Fernsehfilm)
- 2011: CSI: NY (Fernsehserie, 1 Folge)
- 2011: Scents and Sensibility
- 2012: A Christmas Wedding Date (Fernsehfilm)
- 2013: Melissa & Joey (Fernsehserie, 1 Folge)
- 2014: Mind Games (Fernsehserie, 1 Folge)
- 2014: The Fosters (Fernsehserie, 11 Folgen)
- 2015: Grey’s Anatomy (Fernsehserie, 2 Folgen)
- 2015: Hot in Cleveland (Fernsehserie, 1 Folge)
- 2016: Do You Take This Man
- 2016: Summer in the City (Fernsehfilm)
- 2016–2020: Fuller House (Netflix-Serie, 11 Folgen)
- 2017: A Happening of Monumental Proportions
- 2018: Hollywood Darlings (Fernsehserie, 1 Folge)
- 2019: The Road Home for Christmas (Fernsehfilm)
- 2023: Sweet on You (Fernsehfilm)
- 2024: The Merry Gentlemen (Fernsehfilm)